# Karen Hækkerup

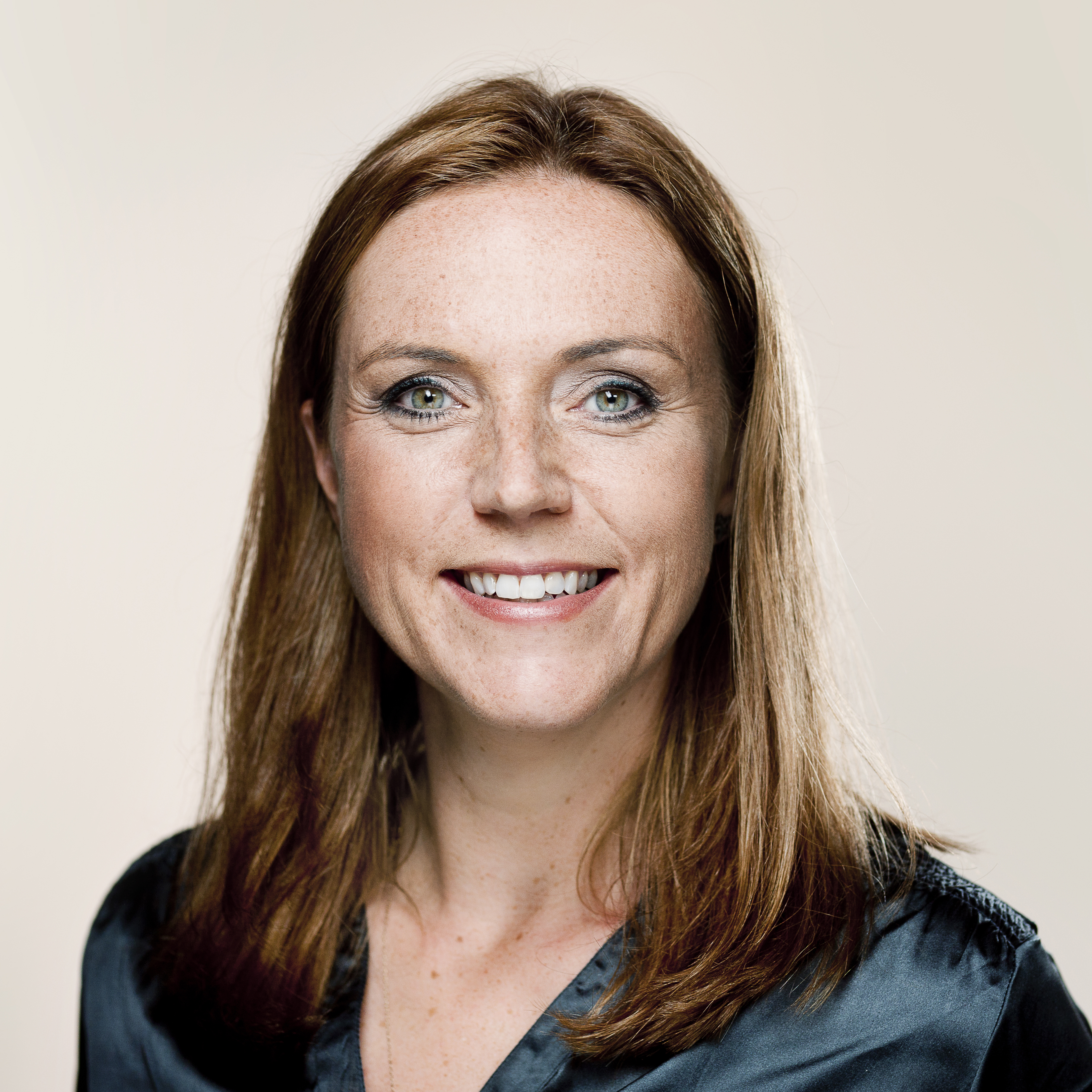
Karen Hækkerup 2011

Karen Angelo Hækkerup (* 12. Juni 1974 in Hillerød als Karen Angelo Schmidt) ist eine dänische Politikerin der Sozialdemokraten. Am 3. Oktober 2011 wurde sie Ministerin in der Regierung von Ministerpräsidentin Helle Thorning-Schmidt, zunächst für Soziales und Integration, ab 9. August 2013 für Ernährung und Landwirtschaft; am 12. Dezember 2013 wurde sie Justizministerin. Sie gab ihr Amt am 10. Oktober 2014 auf, um Geschäftsführerin von Landbrug og Fødevarer zu werden, der Branchenvereinigung der dänischen Landwirtschaft.

## Leben
Die Tochter des Lehrers Erik Debois und der Psychologin Kirsten Angelo Schmidt studierte nach dem Besuch der Odense Katedralskole ab 1994 Geschichte an der Universität Odense, ehe sie von 1995 bis 2000 an der Universität Kopenhagen Staatswissenschaften studierte und dieses Studium mit einem Bachelor of Arts abschloss.
Während des Studiums begann sie, sich in der Kommunalpolitik zu engagieren und war zwischen 1998 und 2005 Mitglied des Stadtrates von Kopenhagen und saß von 2001 bis 2005 im Vorstand von Hovedstadens Sygehusfællesskab (HS), der Betreibergesellschaft der öffentlichen Gesundheitseinrichtungen in Kopenhagen.
Bei der Folketingswahl 2005 wurde sie für die Sozialdemokraten erstmals in das Folketing gewählt und vertrat dort zunächst bis zum 13. November 2007 den Wahlkreis Københavns Amtskreds und seit der Folketingswahl 2007 den Wahlkreis Københavns Storkreds. Während ihrer Parlamentszugehörigkeit war sie zunächst zwischen 2005 und 2007 Sprecherin ihrer Fraktion für Verbraucherschutz und anschließend von 2007 bis 2011 rechtspolitische Sprecherin. Zugleich wurde sie 2008 Mitglied des Schutzzentrums gegen Inzest in Dänemark.
Von 2011 bis 2014 gehörte sie in wechselnden Funktionen den Regierungen Thorning-Schmidt I und Thorning-Schmidt II an.
Karen Hækkerup ist mit dem Parlamentsabgeordneten Ole Hækkerup verheiratet, der zur traditionsreichen Politikerfamilie Hækkerup gehört. Das Paar hat drei Kinder.